# American Funds
American Funds (рус. Американ Фондс) — американская инвестиционная компания состоящая из около 100 инвестиционных фондов. Является дочерней компанией Capital Group Companies. 
Размер активов под управлением — $1,3 трлн на 30 июня 2017 года.

## История
Компания American Funds была основана в 1931 Джонатом Беллом Лавлейсом в Лос-Анджелесе штат Калифорния.

## Деятельность
American Funds предлагает частным инвесторам инвестировать в разнообразные фонды компании: взаимные фонды, хедж фонды, торгуемые на бирже фонды. Компания также оказывает услуги по управлению пенсионными счетами IRA 401(k), счетами на оплату обучения CollegeAmerica 529.

### Growth Funds
- AMCAP Funds (AMCPX)
- EuroPacific Growth Fund (AEPGX)
- The Growth Fund of America (AGTHX)
- The New Economy Fund (ANEFX)
- New Perspective Fund (ANWPX)
- New World Fund (NEWFX)
- SMALLCAP World Fund (SMCWX)

### Growth-and-Income Funds
- American Funds Developing World Growth and Income Fund (DWGAX)
- American Mutual Fund (AMRMX)
- Capital World Growth and Income Fund (CWGIX)
- Fundamental Investors Fund (ANCFX)
- International Growth and Income Fund (IGAAX)
- The Investments Company of America Fund (AIVSX)
- Washington Mutual Investors Fund (AWSHX)

### Equity-Income Funds
- Capital Income Builder (CAIBX)
- The Income Fund of America (AMECX)

### Balanced Funds
- American Balanced Fund (ABALX)
- American Funds Global Balanced Fund (GBLAX)

### Bond Funds
- American Funds Mortgage Fund (MFAAX)
- American Funds Inflation Linked Bond Funds (BFIAX)
- American High-Income Trust (AHITX)
- The Bond Fund of America (ABNDX)
- Capital World Bond Fund (CWBFX)
- Intermediate Bond Fund of America (AIBAX)
- Short-Term Bond Fund of America (ASBAX)
- U.S. Government Securities Fund (AMUSX)